# Pays Catalan

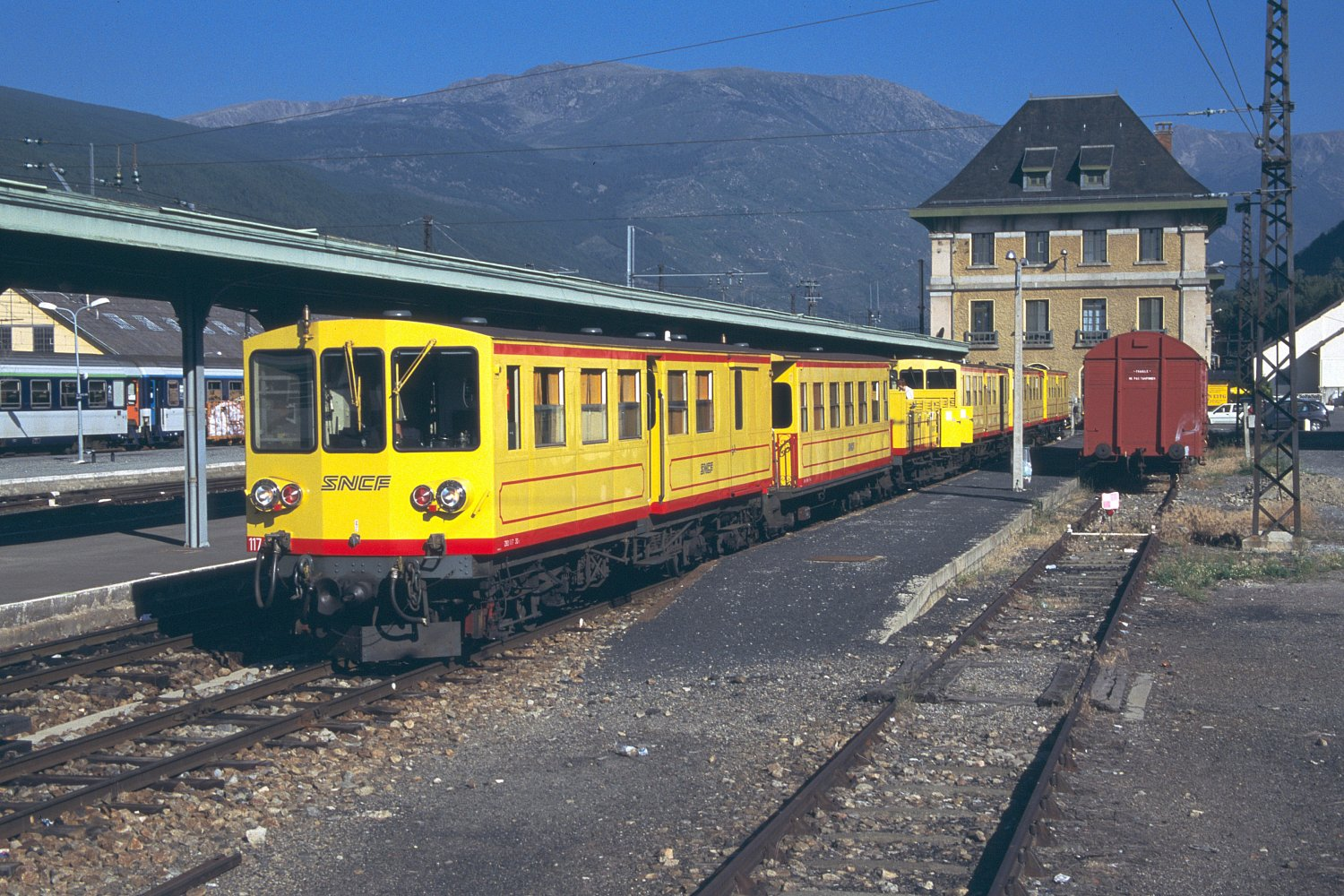
El Tren Groc, símbol turístic del "Pays Catalan"

Pays Catalan (en català: País Català) és la marca comercial del sindicat de turisme dels Pirineus Orientals. Els seus lemes són (en francès) "Aquí sí, més que cap lloc" i "l'accent català de la República Francesa".
Convindria explicar que "país", en francès, no vol dir més que terra o regió i, per tant, no comporta cap connotació política. És un nom popular en francès quan parlen de turisme, i en aquest sentit inclou la Fenolleda.
Dins del marc del "Pays catalan" es gestiona el turisme de quatre zones:
- La ciutat de Perpinyà
- La Costa Vermella
- Les "Terres" (el Canigó i l'interior, a més de la Fenolleda).
- Les "Muntanyes" (el Parc natural del Pirineus Catalans).

Açò significa que gestiona estacions d'esquí, platges, el Tren Groc, el patrimoni de la Catalunya Nord i una xarxa de sendes, a més d'una sèrie d'oficines de turisme, fires i exposicions. Les oficines centrals es troben a Avinguda de les Palmeres 16, Perpinyà.

## Nom del Departament
El terme és també una manera col·loquial i popular per designar el Departament dels Pirineus Orientals, per tal de ressaltar la catalanitat del territori respecte a la resta de l'estat francès davant d'un terme oficial (Pirineus Orientals) que només proporciona una ambigua definició geogràfica.
És un dels termes preferits per substituir la denominació oficial en la futura consulta que el Consell Departamental organitzarà a tal efecte.